# Deutsche Beachhandball-Meisterschaften 2003
Die Deutsche Beachhandball-Meisterschaft 2003 waren die fünften offiziellen und einschließlich dreier inoffizieller die achten Meisterschaften im Beachhandball. Sie wurde vom Deutschen Handballbund (DHB) ausgerichtet.
Die Teilnehmer der Meisterschaft qualifizierten sich dafür über eine vorgeschaltete Reihe von Turnieren, der DHB-Beachhandball-Masters-Serie, in der je nach Erfolgen Punkte gesammelt werden konnten. Am Ende qualifizierten sich 20 Frauen- und 21 Männermannschaften für das in insgesamt 157 Spielen ausgetragenen Turnier am 2. und 3. August des Jahres. Austragungsort war das Stadion am Meer in Cuxhaven-Duhnen, wo das Turnier auf großen Zuschauerzuspruch traf. Nachdem in Vorrunden die besten Mannschaften ermittelt wurden, spielten diese ab dem Achtelfinale die Meisterschaft aus.
| Frauen Details | Cuxhaven Stadion am Meer | Sandgirls Rhein-Ruhr  | 2:1 | Flying Kangaroos Berlin | XXS-Team Bremen    | 2:0 | Bumblebee Wildeshausen |
| Männer Details | Cuxhaven Stadion am Meer | Sandfüchse Tetenhusen | 2:1 | Sunblocker Hattingen    | Sand Devils Hahlen |     | Team Apfel Hahlen      |